# Feldhuber (Sankt Wolfgang)

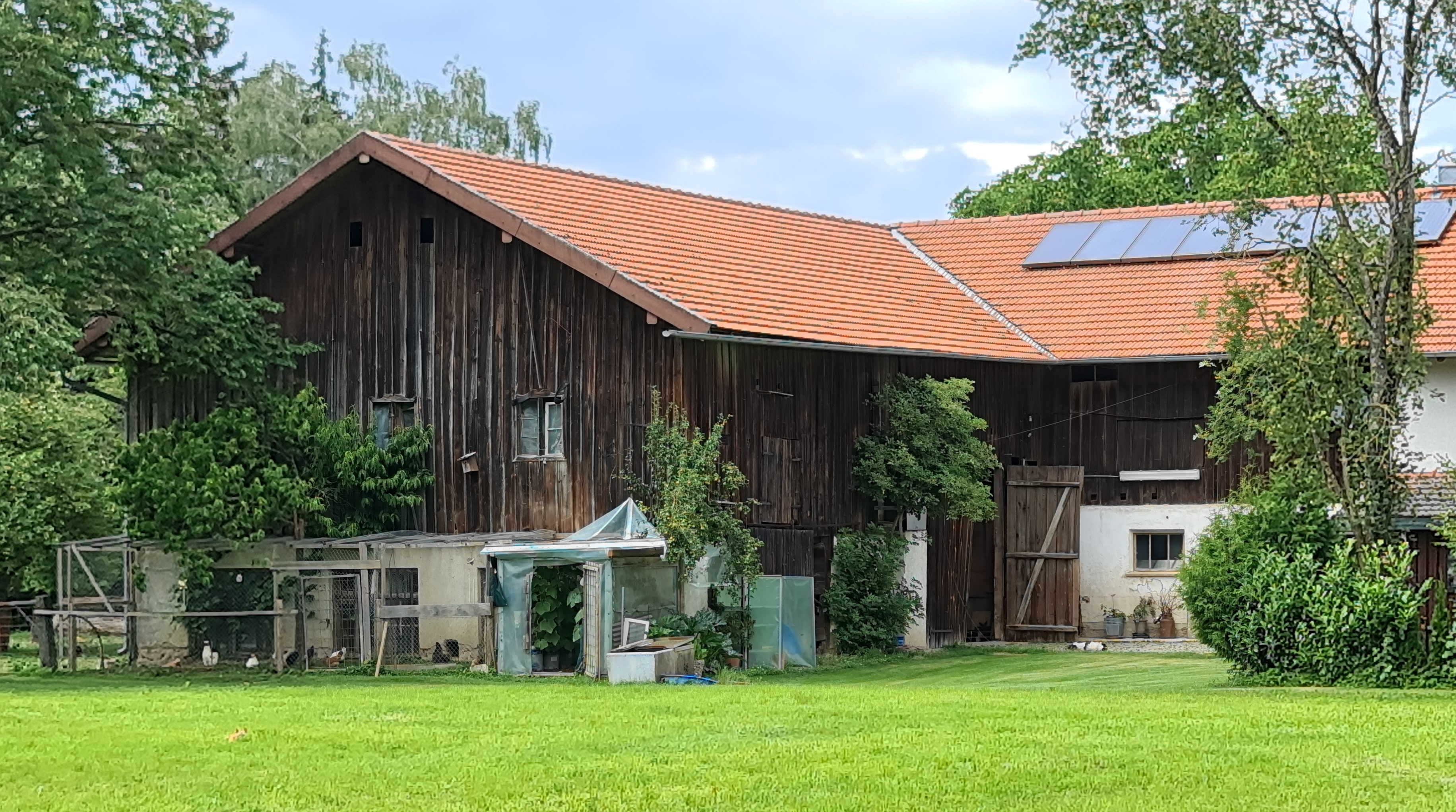
Einödhof Feldhuber

Der Ort Feldhuber liegt in der Gemeinde  St. Wolfgang im oberbayerischen Landkreis Erding.

## Lage und Bevölkerung
Der Einödhof liegt auf der Gemarkung Lappach auf einer Linie zwischen der Kirche von Lappach und der Kirche von St. Wolfgang, etwa 100 Meter von Lappach entfernt.

## Breitband-Versorgung
Die Breitband-Versorgung mittels Glasfasertechnologie  erfolgt durch die Gemeinde St. Wolfgang. In deren Erschließungsgebiet liegt das in diesem Zusammenhang als deren Ortsteil benannte Gehöft Feldhuber.